# حبیب نورمحمدوف
حبیب عبدالمنافویچ نورمحمدوف (به روسی: Хабиб Абдулманапович Нурмагомедов) (زادهٔ ۲۰ سپتامبر ۱۹۸۸) مبارز پیشین و ترویج‌گر هنرهای رزمی ترکیبی اهل روسیه است که یکی از بهترین مبارزان ترکیبی در تمام ادوار به‌شمار می‌رود. او از آوارهای داغستان روسیه و نخستین مسلمانِ قهرمان مسابقات یواف‌سی است که از وی به عنوان «مبارز شکست‌ناپذیر» یاد می‌شود. نورمحمدوف با ۲۹ پیروزی و بدون شکست در دستهٔ سبک‌وزن، طولانی‌ترین رکورد پیروزی پیاپی و بدون شکست را در میان مبارزان ترکیبی دارد.
او علاوه بر قهرمانی در یواف‌سی و سه دفاع پیاپی از کمربند قهرمانی آن، در مسابقات قهرمانی سامبو جهان نیز دوبار به قهرمانی رسیده‌است. نورمحمدوف سال ۲۰۲۰ در رده‌بندی‌های میان مبارزان جهان رتبه اول قرار گرفت.
او بیشترین دنبال‌کننده اینستاگرام را در میان افراد روس‌تبار دارد و نشریه فوربز او را موفق‌ترین فرد روس زیر ۴۰ سال می‌داند.

## مسابقات یواف‌سی

### مبارزه با اِدسون باربوزا
نورمحمدوف در رویداد یواف‌سی ۲۱۹ در مقابل اِدسون باربوزا، مبارز سرشناس برزیلی قرار گرفت که در یک مبارزه یک‌طرفه، موفق‌شد با رأی متحد داوران پیروز شود و بیست‌وپنجمین مبارزه بدون شکست خود را در دنیای هنرهای‌رزمی‌ترکیبی به ثبت برساند. حبیب با این پیروزی به‌عنوان مدعی اصلی کسب کمربند قهرمانی سبک‌وزن شناخته شد.

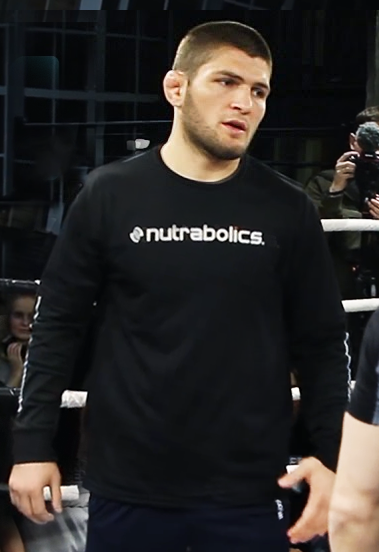
حبیب نورمحمدوف در رینگ، سال ۲۰۱۷

### مبارزه با کانر مک‌گرگور
پس از اعلام رسمی مسابقه میان حبیب نورمحمدوف و کانر مک‌گرگور در رویداد یواف‌سی ۲۲۹، دعوا و جنجال زیادی میان طرفین به وجود آمد. در نیویورک میان حبیب و آرتم لوبف مبارز روسی‌تبار ایرلندی که یکی از دوستان مک‌گرگور است، دعوای لفظی پیش آمد. کانر مک‌گرگور که ماجرا را پیغامی برای خودش تعبیر کرده‌بود، در آوریل ۲۰۱۸ به اتفاق دوستانش از اروپا با جت اختصاصی به نیویورک آمد و به اتوبوسی که حبیب و همراهانش در آن حضور داشتند حمله کرد و با ابزاری مانند صندلی شیشه‌های اتوبوس را شکست. در این اتفاق چند نفر از ورزشکاران یواف‌سی مصدوم شدند. مک‌گرگور پس از این حادثه دستگیر و در دادگاه محکوم شد.
در ۶ اکتبر ۲۰۱۸ پس از کنفرانس مطبوعاتی که صحنهٔ حملهٔ لفظی مک‌گرگور به حبیب نورمحمدوف بود، و برگزاری مراسم یواف‌سی ۲۲۹، سرانجام در یکی از پربیننده‌ترین رویدادهای ورزشی جهان و همچنین یکی از مهم‌ترین مسابقات تاریخ ورزش‌های رزمی آن‌دو به مصاف هم رفتند. نورمحمدوف در راند چهارم موفق شد با حالت خفه‌کردن در وضعیت سابمیشن (Neck Crank)، مک‌گرگور را تسلیم کرده و برندهٔ این مبارزه شود. نورمحمدوف پس از اتمام مبارزه در اقدامی جنجال‌برانگیز با پریدن به بیرون از قفسِ مبارزه، به مربی جوجیتسو مک‌گرگور حمله کرد و با او درگیر شد. در همین‌حال مک‌گرگور در داخل قفس با پرتاب مشت به سمت هم‌تیمی حبیب باعث شد تا چند نفر از دوستان نورمحمدوف نیز از آشوب به وجود آمده سوءاستفاده کرده و با ضربات مشت مک‌گرگور را مورد ضرب و شتم قرار دهند. دانا وایت رئیس سازمان یواف‌سی اظهار کرد که سه‌نفر از اعضای تیم نورمحمدوف دستگیر شده‌اند. کمیسیون ورزشی نوادا نیز اعلام کرد موضوع را بررسی کرده و نورمحمدوف را جریمهٔ نقدی و تا مدتی محروم خواهد کرد. نورمحمدوف در نشست خبری ساعاتی پس از مسابقه، ضمن ابراز عذرخواهی، دلیل درگیری وی در خارج از قفس مبارزه را توهین‌های صورت‌گرفته به اعتقادات، کشور و پدرش بیان کرد.

## سبک مبارزه
حبیب نورمحمدوف از دوران کودکی ابتدا کشتی را فراگرفت و سپس شروع به فعالیت در سامبو و جودو کرد. کشتی گرفتن او با یک بچه خرس در ۹ سالگی مشهور شده‌است.
او دارای کمربند مشکی در جودو است، دو بار قهرمان سامبو جهان شده‌است و برخی دوره‌های آموزش حرفه‌ای جوجیتسو برزیلی را تجربه کرده‌است. نورمحمدوف پس از پیوستن به سازمان یواف‌سی، در تابستان ۲۰۱۲ تمرینات کیک بوکسینگ خود را هم زیر نظر خاویر مندز در آکادمی کیک بوکسینگ آمریکا آغاز کرد و در این رشته مهارت پیداکرد.
مبارزات حبیب نورمحمدوف متکی بر کشتی آزاد و تلفیقی از مهارت‌هایش در فنون سامبو، جودو و کیک بوکسینگ است. او یکی از بهترین مبارزان جهان در گراپلینگ و مبارزه بر روی زمین است و در حین مبارزه بیشتر حریفانش را در حالت کلینچ و گراپلینگ شکست داده‌است. او همچنین در تسلیم کردن حریفان نیز مهارت و توانایی خاصی دارد و در ۱۰ مبارزه حریفان خود را با فنون مختلف تسلیم کرده‌است.

## زندگی شخصی
حبیب از قومیت آوار است که در ۲۰ سپتامبر ۱۹۸۸ در شهر سیلدی داغستان متولد شد. همسر حبیب از اقوام دور او و دوست دوران کودکی‌اش است. آن‌ها در ژوئن ۲۰۱۳ ازدواج کردند و حاصل ازدواج آن‌ها یک فرزند دختر زادهٔ ۲۰۱۵ و یک فرزند پسر زادهٔ ۲۰۱۷ است. در ۳۱ اوت ۲۰۱۹، پدر حبیب (عبدالمناف نورمحمدوف) به رسانه‌های روسی اعلام کرد که او و همسرش منتظر فرزند سوم خود هستند.
حبیب مسلمانی سُنی مذهب است. او فارغ‌التحصیل رشتهٔ اقتصاد از دانشگاهی در روسیه است و افزون بر زبان روسی، به زبان‌های آواری، انگلیسی و ترکی مسلط است و با عربی نیز آشنایی دارد. او معمولاً پیش از مبارزه و در زمان کنفرانس خبری، کلاه پاپاخ بر سر می‌گذارد.

وی توهین به پیامبر اسلام و موضع رئیس‌جمهور فرانسه نسبت به این موضوع را محکوم کرده و گفت:
آنها با این عمل نه تنها به احساسات مؤمنان مسلمان توهین کردند بلکه پروردگار جهانیان را نیز به چالش کشیدند، که قول داد از پیامبر خود در برابر حملات افراد نادان محافظت کند.
او همچنین تصویری از ماکرون درحالی‌که جای کفش روی صورت آن‌بود را در محکومیت اظهارات او در اینستاگرامش منتشر کرد.

## افتخارات و رکوردها

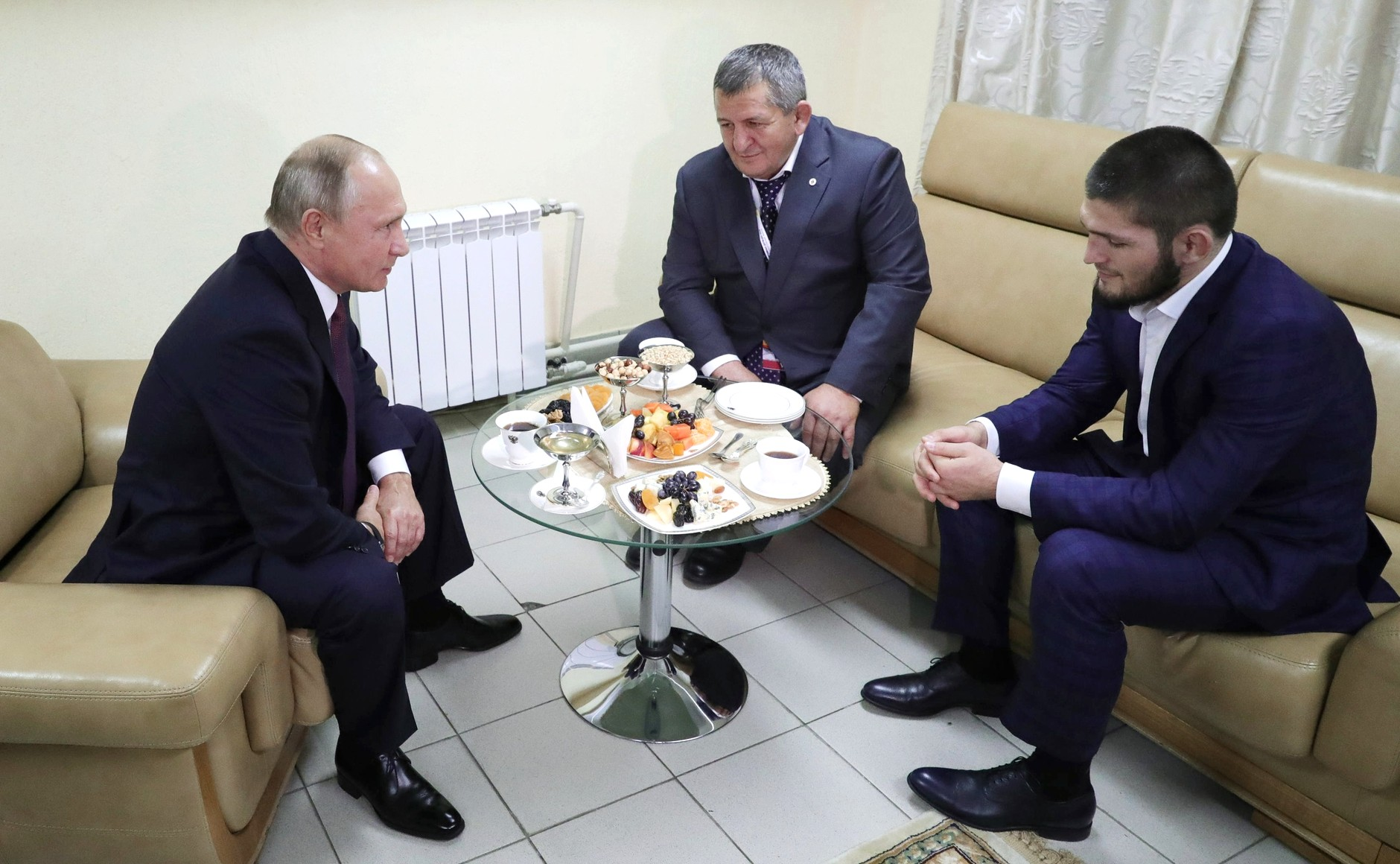
حبیب و پدرش در دیدار با ولادمیر پوتین پس از دفاع موفق از کمربند قهرمانی

حبیب یکی از بهترین مبارزان یواف‌سی است و همچنین بهترین رکورد را در میان رزمی‌کاران‌ترکیبی دارد. وی ۲۹مبارزه بدون شکست را پشت سر گذاشته‌است که طولانی‌ترین رکورد مبارزه بدون شکست در تاریخ مسابقات هنرهای رزمی ترکیبی است. آوریل ۲۰۱۸ او در رده‌بندی میان مبارزان یواف‌سی، پس از دانیل کورمایر در جایگاه دوم قرار گرفت. در سال ۲۰۲۰ توسط بی‌بی‌سی به عنوان ستاره ورزشی سال جهان انتخاب شد.

### هنرهای رزمی ترکیبی

#### یواف‌سی
- قهرمان دسته سبک‌وزن یواف‌سی.
  - دفاع از قهرمانی سبک‌وزن (۳ بار): در برابر کانر مک‌گرگور، داستین پوریر و جاستین گیجی
- طولانی‌ترین دوره قهرمانی سبک‌وزن تاریخ یواف‌سی: ۱۰۷۷ روز
- عنوان نمایش شب یواف‌سی (۳ بار): در برابر ادسون باربوزا، داستین پوریر و جاستین گیجی
- بیشترین خاک‌کردن در یک مسابقه یواف‌سی (۲۱ بار): در برابر آبیل تروخیلو در یواف‌سی ۱۶۰
- بیشترین دفاع از عنوان قهرمانی دسته سبک‌وزن تاریخ یواف‌سی (۳ بار) (به همراه بی. جی پن، فرانکی ادگار، بنسون هندرسون)
- بیشترین دفاع پیاپی از عنوان قهرمانی دسته سبک‌وزن تاریخ یواف‌سی (۳ بار) (به همراه بی. جی پن، فرانکی ادگار، بنسون هندرسون)
- بیشترین برد با تسلیم در مبارزات عنوان قهرمانی دسته سبک‌وزن تاریخ یواف‌سی (۳ بار)
- دومین رکورد برد با تسلیم در مبارزات عنوان قهرمانی تمام دسته‌های تاریخ یواف‌سی (۳ بار) (پس از دیمیتریوس جانسون؛ به همراه بی. جی پن، جان جونز، روندا روزی، مت هیوز)
- بیشترین برد پیاپی در دسته سبک‌وزن تاریخ یواف‌سی (۱۳ بار)
- دومین قهرمان یواف‌سی روس (پس از اولگ تاکتاروف)
- اولین مسلمان قهرمان یواف‌سی
- بهترین تسلیم‌کردن سال ۲۰۲۰ یواف‌سی: در برابر جاستین گیجی[۳۷]

#### سایر
- مبارز موفق سال ۲۰۱۳ به انتخاب شرداگ
- زمین‌زدن سال ۲۰۱۶ به انتخاب شرداگ (در برابر مایکل جانسون در یواف‌سی ۲۰۵)
- بازگشت سال: ۲۰۱۶ به انتخاب شرداگ
- مغلوب کردن سال ۲۰۱۳ به انتخاب Fightbooth.com
- نمایش سال ۲۰۱۷ به انتخاب MMAdna.nl (در برابر ادسون باربوزا در یواف‌سی ۲۱۹)
- بهترین مبارز بین‌المللی سال ۲۰۱۶ به انتخاب جوایز جهانی ام‌ام‌ای

### سامبو
- مبارزه جهانی سامبو ۲۰۰۹ (وزن ۷۴− کیلوگرم)
- مبارزه جهانی سامبو ۲۰۱۰ (وزن ۸۲− ک‌گ)
- مبارزه سامبو روسیه ۲۰۰۸ (وزن ۷۴− کیلوگرم)

### مبارزات تن‌به‌تن ARB
- نبرد تن‌به‌تن اروپا

### پانکریشن
- مسابقات پانکریشن اروپا
- مدال طلای تورنمنت ۲۰۰۸ آتریوم کاپ

### گراپلینگ
- میان وزن NAGA ۲۰۱۲ جهان

## آمار هنرهای رزمی ترکیبی
| بررسی رکورد مسابقات حرفه‌ای |        |        |
| 29 مسابقه                  | 29 برد | 0 باخت |
| ناک‌اوت                     | 8      | 0      |
| تسلیم                      | 11     | 0      |
| تصمیم داور                 | 10     | 0      |

| نتیجه. | رکورد | حریف                 | روش                           | رویداد                                          | تاریخ           | راند | زمان | مکان                           | یادداشت                                                         |
| ------ | ----- | -------------------- | ----------------------------- | ----------------------------------------------- | --------------- | ---- | ---- | ------------------------------ | --------------------------------------------------------------- |
| برد    | ۰–۲۹  | جاستین گیجی          | تسلیم (مثلث خفگی)             | یواف‌سی ۲۵۴                                      | ۲۴ اکتبر ۲۰۲۰   | ۲    | ۱:۳۴ | ابوظبی، امارات متحده عربی      | دفاع از قهرمانی سبک‌وزن یواف‌سی. برگزیده به عنوان نمایش شب یواف‌سی |
| برد    | ۲۸–۰  | داستین پویریر        | تسلیم (خفگی گردن ازپشت)       | یواف‌سی ۲۴۲                                      | ۷ سپتامبر ۲۰۱۹  | ۳    | ۲:۰۶ | ابوظبی، امارات متحده عربی      | دفاع از قهرمانی سبک‌وزن یواف‌سی. برگزیده به عنوان نمایش شب یواف‌سی |
| برد    | ۲۷–۰  | کانر مک‌گرگور         | تسلیم (خفگی گردن نشسته ازپشت) | یواف‌سی ۲۲۹                                      | ۶ اکتبر ۲۰۱۸    | ۴    | ۳:۰۳ | لاس وگاس، ایالات متحده         | دفاع از قهرمانی سبک‌وزن یواف‌سی                                   |
| برد    | ۲۶–۰  | آل یاکوینتا          | تصمیم‌داوران (اتفاق‌آرا)        | یواف‌سی ۲۲۳                                      | ۷ آوریل ۲۰۱۸    | ۵    | ۵:۰۰ | بروکلین، ایالات متحده          | برندهٔ مقام بدون متصدی قهرمانی سبک‌وزن یواف‌سی                     |
| برد    | ۲۵–۰  | ادسون باربوزا        | تصمیم‌داوران (اتفاق‌آرا)        | یواف‌سی ۲۱۹                                      | ۳۰ دسامبر ۲۰۱۷  | ۳    | ۵:۰۰ | لاس وگاس، ایالات متحده         | برگزیده به عنوان نمایش شب یواف‌سی                                |
| برد    | ۲۴–۰  | مایکل جانسون         | تسلیم (کیمورا)                | یواف‌سی ۲۰۵                                      | ۱۲ نوامبر ۲۰۱۶  | ۳    | ۲:۳۱ | نیویورک، ایالات متحده          |                                                                 |
| برد    | ۲۳–۰  | دارل هورچر           | ناک‌اوت (مشت)                  | یواف‌سی در فاکس: Teixeira vs. Evans              | ۱۶ آوریل ۲۰۱۶   | ۲    | ۳:۳۸ | تمپا، فلوریدا، ایالات متحده    | Catchweight (160 lb) bout                                       |
| برد    | ۲۲–۰  | رافائل دوس آنجوس     | تصمیم‌داوران (اتفاق‌آرا)        | یواف‌سی در فاکس: Werdum vs. Browne               | ۱۹ آوریل ۲۰۱۴   | ۳    | ۵:۰۰ | اورلندو، فلوریدا، ایالات متحده |                                                                 |
| برد    | ۲۱–۰  | پت هیلی              | تصمیم‌داوران (اتفاق‌آرا)        | یواف‌سی ۱۶۵                                      | ۲۱ سپتامبر ۲۰۱۳ | ۳    | ۵:۰۰ | تورنتو، کانادا                 |                                                                 |
| برد    | ۲۰–۰  | آبل تروخیلو          | تصمیم‌داوران (اتفاق‌آرا)        | یواف‌سی ۱۶۰                                      | ۲۵ مه ۲۰۱۳      | ۳    | ۵:۰۰ | لاس وگاس، ایالات متحده         | Catchweight (158.5 lb) bout; Nurmagomedov missed weight         |
| برد    | ۱۹–۰  | تیاگو تاوارس         | ناک‌اوت (مشت و آرنج)           | یواف‌سی در فاکس: Belfort vs. Bisping             | ۱۹ ژانویه ۲۰۱۳  | ۱    | ۱:۵۵ | سائو پائولو، برزیل             | تست دوپینگ تاوارس به دلیل وجود دروستانولون مثبت شد              |
| برد    | ۱۸–۰  | گلیسون تیبائو        | تصمیم‌داوران (اتفاق‌آرا)        | یواف‌سی ۱۴۸                                      | ۷ ژوئیه ۲۰۱۲    | ۳    | ۵:۰۰ | لاس وگاس، ایالات متحده         |                                                                 |
| برد    | ۱۷–۰  | کمال شعله روز        | تسلیم (خفگی ازپشت)            | یواف‌سی در فاکس Guillard vs. Miller              | ۲۰ ژانویه ۲۰۱۲  | ۳    | ۲:۰۸ | نشویل، تنسی، ایالات متحده      | بازگشت به سبک‌وزن                                                |
| برد    | ۱۶–۰  | اریامرسل سانتوس      | ناک‌اوت (مشت)                  | ProFC 36: نبرد در قفقاز                         | ۲۲ اکتبر ۲۰۱۱   | ۱    | ۳:۳۳ | خاساویورت، روسیه               |                                                                 |
| برد    | ۱۵–۰  | وادیم سندولسکی       | تسلیم (مثلث خفگی)             | ProFC / GM Fight: کاپ اکراین ۳                  | ۱۵ سپتامبر ۲۰۱۱ | ۱    | ۳:۰۱ | اودسا، اوکراین                 |                                                                 |
| برد    | ۱۴–۰  | خمیز مامدوف          | تسلیم (مثلث خفگی)             | ProFC 30: Battle on Don                         | ۵ اوت ۲۰۱۱      | ۱    | ۳:۱۵ | روستوف-نا-دونو، روسیه          |                                                                 |
| برد    | ۱۳–۰  | کادجیک آبادجیان      | تسلیم (مثلث خفگی)             | ProFC: فینال کاپ اتحاد ملی                      | ۲ ژوئیه ۲۰۱۱    | ۱    | ۴:۲۸ | روستوف-نا-دونو، روسیه          |                                                                 |
| برد    | ۱۲–۰  | آشوت شاگینیان        | ناک‌اوت (مشت)                  | ProFC: کاپ اتحاد ملی ۱۵                         | ۵ مه ۲۰۱۱       | ۱    | ۲:۱۸ | روستوف-نا-دونو، روسیه          |                                                                 |
| برد    | ۱۱–۰  | ساید خلیل‌اف          | تسلیم (کیمورا)                | ProFC: کاپ اتحاد ملی ۱۴                         | ۹ آوریل ۲۰۱۱    | ۱    | ۳:۱۶ | روستوف-نا-دونو، روسیه          |                                                                 |
| برد    | ۱۰–۰  | الکساندر آگافونوف    | ناک‌اوت (توقف گوشه‌ای)          | M-1 Selection Ukraine 2010: The Finals          | ۱۲ فوریه ۲۰۱۱   | ۲    | ۵:۰۰ | کی‌یف، اوکراین                  |                                                                 |
| برد    | ۹–۰   | ویتالی استروسکی      | ناک‌اوت (مشت)                  | M-1 Selection Ukraine 2010: Clash of the Titans | ۱۸ سپتامبر ۲۰۱۰ | ۱    | ۴:۰۶ | کی‌یف، اوکراین                  |                                                                 |
| برد    | ۸–۰   | علی باگوف            | تصمیم‌داوران (اتفاق‌آرا)        | مشت طلایی روسیه                                 | ۱۰ ژوئن ۲۰۱۰    | ۲    | ۵:۰۰ | مسکو، روسیه                    | بازگشت به سبک‌وزن ویژه                                           |
| برد    | ۷–۰   | شاهبولات شمالایف     | تسلیم (آرم‌بار)                | 2009 M-1 Challenge: 2009 Selections ۹           | ۳ نوامبر ۲۰۰۹   | ۱    | ۴:۳۶ | سن پترزبورگ، روسیه             | بازگشت به سبک‌وزن                                                |
| برد    | ۶–۰   | الدار الداروف        | ناک‌اوت (مشت)                  | Tsumada Fighting Championship 3                 | ۸ اوت ۲۰۰۹      | ۲    | ۲:۴۴ | تسومادا، روسیه                 | برنده تورنمنت ۳ مبارزه قهرمانی تسومادا                          |
| برد    | ۵–۰   | ساید احمد            | ناک‌اوت (مشت)                  | Tsumada Fighting Championship 3                 | ۸ اوت ۲۰۰۹      | ۱    | ۲:۰۵ | تسومادا، روسیه                 | ورود به سبک‌وزن ویژه. نیمه‌نهایی تورنمنت ۳ مبارزه قهرمانی تسومادا |
| برد    | ۴–۰   | شامیل عبدالکریموف    | تصمیم‌داوران (اتفاق‌آرا)        | پانکراتین آتریوم کاپ ۱                          | ۱۱ اکتبر ۲۰۰۸   | ۲    | ۵:۰۰ | مسکو، روسیه                    | برنده تورنمنت ۱ پانکراتین آتریوم کاپ                            |
| برد    | ۳–۰   | رمضان کوربان‌اسمایلوف | تصمیم‌داوران (اتفاق‌آرا)        | پانکراتین آتریوم کاپ ۱                          | ۱۱ اکتبر ۲۰۰۸   | ۲    | ۵:۰۰ | مسکو، روسیه                    | نیمه‌نهایی تورنمنت ۱ پانکراتین آتریوم کاپ                        |
| برد    | ۲–۰   | محمد محمدف           | تصمیم‌داوران (اتفاق‌آرا)        | پانکراتین آتریوم کاپ ۱                          | ۱۱ اکتبر ۲۰۰۸   | ۲    | ۵:۰۰ | مسکو، روسیه                    | یک‌چهارم نهایی تورنمنت ۱ پانکراتین آتریوم کاپ                    |
| برد    | ۱–۰   | ووسال بایراموف       | تسلیم (مثلث خفگی)             | CSFU: لیگ قهرمانان                              | ۱۳ سپتامبر ۲۰۰۸ | ۱    | ۲:۲۰ | پولتاوا، اوکراین               | ورود به سبک‌وزن                                                  |